# Miloslav Stingl
Miloslav Stingl (n. 19 decembrie 1930, Bílina, Ústí nad Labem, Cehia – d. 11 mai 2020, Praga, Cehia) a fost un etnolog, călător și scriitor ceh.
Stingl s-a născut în Bílina. A studiat dreptul internațional la Universitatea Carolină din Praga înainte de a începe să studieze etnografia. Între 1962 și 1972 a lucrat la Academia de Științe Cehoslovacă.
Stingl a fost un semnatar al Anticharta⁠(cs)[traduceți], o condamnare a  inițiativei civice, de disidență, Carta 77. Cu toate acestea, Stingl a semnat neștiind conținutul Cartei și, ulterior, a regretat participarea sa.

## Traduceri
- Aventura marilor căpetenii indiene, traducere de Margareta și Jean Grosu, Editura Meridiane, 1974[13]
- Pe urmele comorilor din orașele Maya, traducere de Ileana Ionescu, Editura Albatros, 1975[14]
- Indienii precolumbieni, traducere de Radu Pontbriant, Editura Meridiane, 1979[15]
- Ultimul paradis, traducere de Marga Ionescu-Niscov, Editura Sport-Turism, 1981